# Banshee
Banshee — музыкальный и видеопроигрыватель с открытым исходным кодом для операционных систем Windows, Linux и macOS. Оригинальное название до 2005 года было Sonance. Разработан с использованием Mono и GTK#. Он использует мультимедиаплатформу GStreamer для кодирования и декодирования различных музыкальных форматов, таких, как MP3, OGG, FLAC. Banshee может проигрывать, импортировать и синхронизировать музыку и видео с различными портативными устройствами, как Android, iPhone, iPod, iPad, Rio Karma, Creative Zen (всеми устройствами поддерживающих MTP), различными USB-аудиоплеерами, а также записывать аудио-CD. Музыка, записанная на iPod, может быть проиграна без синхронизации, а обложки альбомов, хранящиеся в библиотеке Banshee, записываются на iPod. Имеет встроенную поддержку музыкальной социальной сети Last.fm.

## Расширения
Используя архитектуру плагинов, Banshee легко дополняется функционалом. Текущая стабильная версия включает следующие плагины:
- Audioscrobbler: добавляет возможность отправлять отчеты о проигрываемой музыке сервису Last.fm, и проигрывать радиостанции last.fm (библиотеку пользователя, по тегам, по схожести и т. д.).
- DAAP обмен музыкой: позволяет совместно использовать музыкальные библиотеки с iTunes и других DAAP-совместимых музыкальных программ. Текущая версия Banshee лишь частично совместима с iTunes 7: она позволяет iTunes открывать библиотеку Banshee, но не наоборот.
- iPod-менеджер: позволяет передавать музыку, видео и обложки альбомов из устройства в плеер.
- Поиск метаданных с помощью MusicBrainz: автоматически находит, заполняет и дополнительные метаданные для элементов библиотеки, включая обложку альбома.
- Рекомендация музыки Last.fm: рекомендует музыку, основываясь на текущей воспроизводимой песне.
- Плагин Mini-Mode: предоставляет небольшое окно с минимальным пользовательским интерфейсом по управлению воспроизведения и информацией о песне.
- Поддержка мультимедийных клавиш GNOME: Banshee можно управлять с помощью мультимедийных клавиш, которые настраиваются с помощью GNOME.
- Значок в области уведомлений: добавляет значок в области уведомлений в GNOME.
- Подкасты: позволяет Banshee подписываться на потоки подкастов, которые могут обновляться периодически. Существует также функция «Поиск новых подкастов», которая использует Podcast Alley.
- Радио: обеспечивает поддержку для потоковых интернет-радиостанций.

## Факты
Banshee стал проигрывателем по умолчанию в Ubuntu 11.04, вместо Rhythmbox.
В релизе 12.04 дистрибутива Ubuntu Banshee вновь заменён на Rhythmbox. Такое решение принято на саммите разработчиков Ubuntu, посвященного новому шестнадцатому релизу операционной системы. Замена аргументирована удалением из стандартной поставки дистрибутива пакетов проекта Mono, от которого зависит Banshee. Также аргументом называется не готовность Banshee для портирования на третью версию библиотеки элементов интерфейса GTK+.

## Поддержка видео
Banshee позиционируется в основном как аудиоплеер и каталогизатор, поддержка видео ограничена. Поддерживается небольшое количество форматов, видеофайлы могут быть распознаны как аудио (vob). Нет поддержки нескольких звуковых дорожек, выбора субтитров и других функций, типичных для видео проигрывателей, но при этом присутствует поддержка метаданных в видео, скроблинг на last.fm, автоматические списки проигрывания. В интерфейсе для пользователя работа с видеофайлами не отличается от работы с аудио.